# OGLE-2013-BLG-102L b
OGLE-2013-BLG-102L b est une planète extrasolaire (exoplanète) confirmée en orbite autour d'OGLE-2013-BLG-102L, située à une distance d'environ 3 040 ± 310 parsecs du Soleil.
Détectée par microlentille gravitationnelle, sa découverte a été annoncée en 2014.

## Découverte
La microlentille gravitationnelle a été découverte en 2003 par le projet Optical Gravitational Lensing Experiment (OGLE) avec le télescope Warsaw, un Ritchey-Chrétien de 1,3 mètre situé à l'observatoire de Las Campanas au Chili. Sa découverte a été annoncée le 2 mars 2013.
Elle a été découverte indépendamment par le projet Microlensing Observations in Astrophysics (MOA) avec le télescope du Mount John University Observatory (en) en Nouvelle-Zélande.